# Anthurium ramonense
Anthurium ramonense är en kallaväxtart som beskrevs av Adolf Engler och Kurt Krause. Anthurium ramonense ingår i släktet Anthurium och familjen kallaväxter. Inga underarter finns listade.